# Delfinarium Charkiw
Koordinaten: 50° 0′ 0,1″ N, 36° 13′ 37,3″ O
Das Delfinarium Charkiw (ukrainisch Харківський дельфінарій) ist ein im Mai 2009 eröffnetes Schauaquarium, das sich in der ostukrainischen Stadt Charkiw im Oblast Charkiw befindet.

## Delfintherapie und Rehabilitationszentrum
Im Delfinarium wird von der Nemo-Organisation eine Delfintherapie zur Behandlung verhaltensgestörter Kinder betrieben. Die Delfintherapie ist eine Methode der medizinischen und psychiatrischen Betreuung von Kindern mit Entwicklungsstörungen, die mit Delfinen arbeitet. Ein Kind mit neurologischen Störungen kann im Zentrum für Delphintherapie und Rehabilitation ein ganzheitliches System von Heilung, Korrektur und Training durchlaufen. Die Delfintherapie-Sitzungen sollen auch zum Erwerb neuer Fertigkeiten und Kenntnisse des Kindes beitragen. Die Therapieform ist umstritten. Sie ist sowohl aus Tierschutzsicht bedenklich, aber auch wegen fehlender Nachweise zu ihrer Wirksamkeit.

## Auslagerung von Belugawalen
Seit dem Beginn des russischen Überfalls auf die Ukraine im Februar 2022 hat das Delfinarium in Charkiw bereits mehrere Robben und kleinere Delfine an andere Zoos und Aquarien abgegeben, in erster Linie in das Delfinarium Odessa. Im Juni 2024 wurden auch die beiden im Delfinarium lebenden Belugawale evakuiert. Die Bombardierung der Stadt stellte für die Tiere eine erhebliche Gefahr dar. Beispielsweise war die Stromversorgung mehrfach ausgefallen. In Charkiw wurde es dadurch immer schwieriger, das Wasser im Becken so kalt zu halten, wie die Tiere es benötigten und wie es in ihrem natürlichen Lebensraum in der Arktis herrscht. Gleichzeitig wurde es schwierig, täglich 60 Kilogramm Tintenfisch, Hering, Makrele und sonstigen frischen Fisch als Nahrung für die Tiere zu beschaffen. Die Verantwortlichen des Delfinariums entschlossen sich deshalb, die Tiere nach Spanien auszulagern. Ihr Weg führte sie per Lastwagen von Charkiw nach Odessa, nach einer Pause ging es weiter ins benachbarte Moldawien. Dort traten die Tiere ihre letzte Reise per Flugzeug nach Valencia in das Oceanogràfic de Valencia an, wo sie mit zwei bereits dort lebenden Belugawalen vergesellschaftet wurden. Aufgrund ihrer Größe waren monatelange Vorbereitungen für den Transport notwendig. Tierschützer kritisierten die Aktion, da der Transport in sehr engen Behältern stattfand und der gesamte Transport viel Stress für die Tiere bedeutete. Generell wurde auch darauf hingewiesen, dass Delfinarien keinen artgerechten Lebensraum für die dort gehaltenen Tiere darstellen.